# 中国现代诗歌史

## 20世纪初至1920年代
- 1917年2月		《新青年》刊出胡适的《白话诗八首》，现代诗歌诞生，次年再次刊出胡适刘半农沈尹默的白话诗
- 1920年3月		胡适的《尝试集》出版，中国文学史上首次出现个人新诗集，此后更多的诗人开始白话诗的创作
- 1921年7月		文学研究会：新文学运动中最早的文学社团成立，代表诗人有鲁迅冰心朱自清周作人等
- 1921年7月		创造社／早期浪漫主义：郭沫若等人成立创造社，前期的创造社具有唯美抒情倾向，后有冯乃超等参加
- 1922年3月		湖畔诗派：应修人汪静之潘漠华冯雪峰四人在杭州结成诗社，形成了历史上的湖畔诗派
- 1923年		新格律诗派／新月派：胡适徐志摩闻一多梁实秋陈源等成立新月社，提倡现代格律诗
- 1925年		早期象征诗派：受法国象征主义的影响，以李金发为代表的中国早期象征诗派出现
- 1920年代代表诗人		徐志摩 闻一多 李金发 穆木天 冯至
  - 徐志摩，1897-1931，新月派诗人，曾任《新月》主编：《志摩的诗》《翡冷翠的一夜》《猛虎集》…
  - 闻一多，1899-1946，原名闻家骅。曾与梁实秋等成立清华文学社：红烛》《死水》…
  - 李金发，1900-1976，原名李淑良，象征主义诗歌的代表人：《微雨》《为幸福而歌》…
  - 穆木天，原名穆敬熙，现代诗人翻译家：《旅心》《流亡者之歌》《新的旅途》…
  - 冯至，1905-1993，原名冯承植，1925年成立沉钟社出版《沉钟》：《昨日之歌》《北游及其他》…

## 1930年代
- 1932年		《现代》：《现代》杂志在上海创刊，成为诗人发表诗作的重要刊物，施蛰存任主编
- 1935年		现代派：由新月派和早期象征诗派演变而来，孙作云首次提出现代派概念，代表诗人有戴望舒卞之琳等
- 1936年		汉园三诗人：卞之琳何其芳李广田三人出版合集《汉园集》，因此被称为“汉园三诗人”
- 1937年9月		七月派：《七月》（主编胡风）《希望》等杂志及丛书上出现诗人群，代表诗人有艾青等
- 1930年代代表诗人		林徽因 戴望舒 李广田 艾青 卞之琳 何其芳 南星 辛笛 覃子豪 纪弦
  - 林徽因，1904-1955，原名徽音：《林徽因诗集》…
  - 戴望舒，1905-1950，1926年创办《璎珞》旬刊，成名作《雨巷》：《望舒草》，《望舒诗稿》…
  - 李广田，1906-1968，与卞之琳何其芳一起被称为汉园三诗人：《汉园集》《春城集》…
  - 艾青，1910-1996，原名蒋海澄，成名作《大堰河我的保姆》：《大堰河》《北方》…
  - 卞之琳，1910-2000，曾用笔名季陵：《三秋草》《鱼目集》《慰劳信集》…
  - 何其芳，1912-1977，原名何永芳，1931年开始发表作品：《预言》《夜歌》…
  - 南星，1910—1996，原名杜南星：《石象辞》《松堂集》…
  - 辛笛，1912-，原名王馨迪：《手掌集》《辛笛诗稿》《印象—花束》…
  - 覃子豪，1912-1963，主编《蓝星周刊》《蓝星诗选》和《蓝星季刊》：《自由的旗》《海洋诗抄》…
  - 纪弦，1913年－，本名路逾，16岁开始写诗，曾创办《现代诗》月刊及季刊。

## 1940年代
- 1940年代中后期		中国新诗：在《诗创造》《中国新诗》等刊物上发表作品的诗人，代表诗人有穆旦杜运燮等
- 1940年代		九叶诗派：由穆旦郑敏杜运燮袁可嘉辛笛陈敬容杭约赫唐祈唐湜等所构成的诗派，作品有《九叶集》
- 1940年代代表诗人		王佐良 陈敬容 杜运燮 穆旦 罗寄一 郑敏 唐祈 袁可嘉 牛汉 屠岸
  - 王佐良，1916-1995，英国文学研究专家：《他》《巴黎码头边》《1948年圣诞》…
  - 陈敬容，1917-1989，原名陈懿范：《交响集》《盈盈集》《老去的是时间》…
  - 杜运燮，1915-2002，毕业于西南联合大学外文系：《诗四十首》《晚稻集》…
  - 穆旦，1918-1977），原名查良铮，著名诗人和诗歌翻译家：《探险队》《穆旦诗集》《旗》…
  - 罗寄一，1920-2003，原名江瑞熙，1943年毕业于法商学院：《诗音乐的抒情诗》《一月一日》…
  - 郑敏，1920-，中国现代女诗人：《诗集1942-1947》《寻觅集》《心象》…
  - 唐祈，1920-1990，原名唐克蕃，九叶诗派的重要诗人之一：《诗第一册》《唐祈诗选》…
  - 袁可嘉，1921-，诗人，翻译家，1946年毕业于西南联大外语系：《半个世纪的脚印》…
  - 牛汉，1923-，原名史成汉，七月派的重要成员：《彩色的生活》《爱与歌》《温泉》…
  - 屠岸，1923-，本名蒋壁厚，文学翻译家，作家，编辑：《屠岸十四行诗》《哑歌人的自白》…

## 1950年代
- 1950年代 中国现实主义：1950年代开始全国报章杂志上出版了大量的现实主义诗歌，代表诗人有李瑛郭小川公刘等
- 1953年2月 《现代诗》季刊：纪弦创办《现代诗》，参加该诗刊的还有杨唤林泠元思羊令野郑愁予等
- 1954年 蓝星诗社：余光中等成立蓝星诗社，代表诗人有覃子豪鍾鼎文余光中罗门蓉子等
- 1954年10月 创世纪诗社：洛夫张默痖弦等发起创世纪诗社，出版《创世纪》诗刊
- 1956年 现代派诗群／新现代主义：纪弦号召诗坛同仁组成现代派提倡新现代主义，掀起自由诗运动及现代诗运动
- 1957年1月 《诗刊》：臧克家等诗人成立的专业性文学刊物《诗刊》
- 1957年1月 《星星》：《星星》诗刊在成都创刊，成为当时最具影响力的诗刊之一
- 1950年代代表诗人 周梦蝶 羊令野 方思 余光中 洛夫 罗门 蓉子 痖弦 昌耀 林泠
  - 周梦蝶，1920－2014，本名周起述：《孤独国》《还魂草》……
  - 羊令野，1923－1994，本名黄仲琮：《贝叶》《羊令野自选集》……
  - 方思，1925－，本名黄时枢：《时间》《夜》《竖琴与长笛》……
  - 余光中，1928－2017，台湾诗人与散文家，主编《篮星诗页》：《舟子的悲歌》《莲的联想》……
  - 洛夫，1928－2018，原名莫洛夫，毕业于淡江大学英文系：《灵河》《石室之死亡》《众荷喧哗》……
  - 罗门，1928－2017，原名韩仁存，台湾诗人：《曙光》《死亡之塔》《罗门诗选》……
  - 蓉子，1928－，本名王蓉芷，主持后期《蓝星诗页》∶《青鸟集》《七月的南方》《蓉子诗抄》……
  - 痖弦，1932－，原名王庆麟，台湾诗人：《痖弦诗抄》《深渊》《痖弦诗集》……
  - 昌耀，1936－2000，九三学社会员：《昌耀抒情诗集》《命运之书》……
  - 林泠，1938－，本名胡云裳，15岁发表《流浪人》：《林泠诗集》……

## 1960年代
- 1960年代代表诗人		郑愁予 任洪渊 杨牧 叶维廉 食指
  - 郑愁予，1933-，本名郑文韬，现代诗社的主要成员：《梦土上》《衣钵》《燕人行》…
  - 任洪渊，1937-，1961年毕业于北京师大中文系：《女娲的语言》…
  - 杨牧，1940-，原名王靖献，曾主编《东风》杂志：《水之湄》《传说》《禁忌的游戏》…
  - 叶维廉，1937-，在比较文学方面有突出贡献：《赋格》《愁渡》《醒之边缘》…
  - 食指，1948-，原名郭路生，新诗潮诗歌第一人：《相信未来》《食指黑大春现代抒情诗合集》…

## 1970年代
- 1970年代		朦胧诗：70年代末期中国出现大批的优秀诗人发表新风格的现代意象诗，形成所谓的朦胧派
- 1978年12月		《今天》：北岛芒克等创办《今天》，推出北岛杨炼顾城江河舒婷芒克江河严力等朦胧诗人的作品
- 1970年代		白洋淀诗群：属于朦胧诗人群，白洋淀是聚集高官子弟的河北知青点，代表诗人有芒克多多根子等
- 1970年代末		中国新现实主义：在《诗刊》《星星》上发表的新现实主义诗歌，代表诗人有叶延滨流沙河傅天琳等
- 1970年代代表诗人		江河 北岛 芒克 多多 舒婷 刘自立 严力 杨炼 梁小斌 顾城
  - 江河，1949-，原名于友泽，朦胧诗人之一：《从这里开始》《太阳和他的反光》…
  - 北岛，1949-，原名赵振开，曾获得诺贝尔文学奖提名：《北岛诗选》《在天涯》《午夜歌手》…
  - 芒克，1950-，原名姜世伟，1978年与北岛创办《今天》：《阳光中的向日葵》《芒克诗选》…
  - 多多，1951-，出生于北京，朦胧诗人代表之一：《行礼∶诗38首》《里程∶多多诗选1973—1988）…
  - 舒婷，1952-，原名龚佩瑜，1969年开始写作，1979年开始发表新诗：《双桅船》…
  - 刘自立，1952-，七十年代开始文学创作，《今天》的重要成员：《欢乐颂》…
  - 严力，1954-，朦胧诗代表诗人之一：《这首诗可能还不错》《黄昏制造者》《严力诗选》…
  - 杨炼，1955-，朦胧诗的代表人物之一，《今天》的重要成员：《礼魂》《荒魂》《黄》…
  - 梁小斌，1954-，朦胧诗代表诗人：《少女军鼓队》…
  - 顾城，1956-1993，朦胧诗代表诗人：《黑眼睛》《顾城诗全编》《顾城的诗》…

## 1980年代
- 1980年代		新边塞诗派诗歌：昌耀等以《绿风》诗刊为平台形成“新边塞”诗派，以咏唱西部为主
- 1980年代		大学生诗派：80年代在中国各大学兴起了前所未有的诗潮，共有4个梯队的大学生诗歌创作队伍
- 1982年至1986年		第三代诗群／新生代诗群／新世代／后新诗潮：前朦胧诗人之后，中国出现一大批更具有现代意识的新生代诗人
- 1984年		莽汉主义：李亚伟等创立非理性式的反文化的莽汉主义诗歌流派，代表人物有李亚伟万夏胡冬马松等
- 1984年		整体主义：石光华宋渠宋炜和杨远宏等人创立整体主义诗歌流派，主要活动时间在1985－1989年间
- 1984年4月		海上诗派：“海上”（该词源自“上海”倒置）诗派在上海成立，成员有王寅孟浪刘漫流陈东东等
- 1984年7月		圆明园诗派：北京诗人成立圆明园诗社，并自办诗刊《圆明园》，成员有黑大春雪迪大仙刑天等
- 1985年2月		撒娇派：京不特和默默在上海成立撒娇诗社，创办诗刊《撒娇》，胡同和孟浪加盟
- 1985年春		他们诗群：《他们》创刊并成为第三代诗人崛起的重要标志，于坚韩东成为第三代的代表诗人
- 1985年5月		丑石诗群：《丑石》在福建霞浦诞生，后发展为全国性的民间诗歌报刊
- 1986年5月		非非主义：周伦佑蓝马杨黎等人发起的非非主义诗歌流派，90年代以后进入“后非非写作”时期
- 1987年		一行诗社：严力在纽约创立一行诗社， 并出版诗刊《一行》，任主编
- 1980年代		神性写作：以绝对精神为创作原则所形成的一类诗歌，其代表诗人有海子骆一禾戈麦等
- 1987年		新乡土诗派：湖南诗人江堤彭国梁陈惠芳发起新乡土诗派运动，并出编了《世纪末的田园》等刊物
- 1987年		知识分子写作：西川陈东东欧阳江河等提出的写作概念，代表诗人有西川欧阳江河翟永明王家新等
- 1988年12月		《女子诗报》：中国首份女性诗歌刊物《女子诗报》在四川西昌诞生，主编是晓音
- 1980年代代表诗人（上）周伦佑 于坚 翟永明 王小妮 欧阳江河 廖亦武 孙文波 吕德安 韩东 骆一禾
- 1980年代代表诗人（下）孟浪 陆忆敏 陈东东 万夏 杨黎 张枣 李亚伟 西川 海子 小海
  - 周伦佑，1952-，知名诗人，诗学理论家：《在刀锋上完成的句法转换》《燃烧的荆棘》…
  - 于坚，1954-，1985年与韩东等人合办诗刊《他们》：《诗六十首》《对一只乌鸦的命名》…
  - 翟永明，1955-，当代女诗人：《女人》《在一切玫瑰之上》《翟永明诗集》…
  - 王小妮，1955-，当代女诗人：《我的诗选》、《我的纸里包着我的火》…
  - 欧阳江河，1956-，原名江河，1979年开始发表诗歌作品：《透过词语的玻璃》…
  - 廖亦武，1958- ，1983年与周伦佑等人创办民间诗刊：《后朦胧诗全集》…
  - 孙文波，1956-，当代诗人：《地图上的旅行》《给小蓓的俪歌》《孙文波的诗》…
  - 吕德安，1960-，当代诗人，画家：《南方以北》《顽石》…
  - 韩东，1961-，80年代与李亚伟等人推出先锋派诗歌新潮：《有关大雁塔》《你见过大海》…
  - 骆一禾，1961-1989，1983年开始发表诗作和诗论，两次获奖：《世界的血》…
  - 孟浪，1961- ，原名孟俊良，当代诗人：《本世纪的一个生者》《连朝霞也是陈腐的》…
  - 陆忆敏，1962-，第三代诗人代表之一：《后朦胧诗全集》
  - 陈东东，1961- ，第三代诗人代表，1981年开始写诗：《海神的一夜》…
  - 万夏，1962-，1984年与李亚伟等共创莽汉主义诗歌流派：《后朦胧诗全集》…
  - 杨黎，1962-，1986年和周伦佑等创办《非非》：《小杨与马丽》…
  - 张枣，1962-，中国先锋诗歌的主要代表：《春秋来信》…
  - 李亚伟，1963-，1984年与万夏等人创立了莽汉主义诗歌流派：《后朦胧诗全集》…
  - 西川，1963-，原名刘军：《虚构的家谱》《大意如此》《西川的诗》…
  - 海子，1964-1989，原名查海生，杰出的当代诗人：《河流》《传说》《但是水、水》…
  - 小海，1965-，本名涂海燕，南京大学中文系毕业：《必须弯腰拔草到午后》…

## 1990年代
- 1991年春		《现代汉诗》：芒克唐晓渡孟浪默默等在北京创立《现代汉诗》诗刊
- 1993年3月		网络诗歌：1993年3月诗阳通过电脑互联网大量创作发表诗歌，成为第一位网络诗人，网络诗歌诞生
- 1994年		《存在诗刊》：1994年底陶春等创立诗歌民刊《存在诗刊》，发表70后诗人部分作品
- 1995年		《橄榄树》：中国历史上第一份网络诗刊出现，诗阳担任主编，后有马兰鲁鸣祥子京不特桑克等加盟
- 1996年		《终点》：诗歌民刊《终点》创刊，范倍担任主编
- 1996年		70后：90年代中后叶开始出现一大批70年代出生的诗人，70后概念最早源于民刊《黑蓝》
- 1998年5月		《翼》：周瓒穆青翟永明等在北京成立女性诗歌刊物《翼》
- 1999年		《界限》：《界限》网络诗刊成立，创办人包括李元胜等
- 1990年代		中年写作：中年写作概念开始建立起来，概念原提出者是肖开愚，后得到欧阳江河等的理论支持
- 1990年代		个人写作：90年代诗坛出现以个人写作为特征的诗歌创作立场，代表诗人有王家新等
- 1990年代		信息主义：诗阳等提出以信息论为基础的信息主义诗歌理论，代表诗人有诗阳九歌诺然克莱尔等
- 1990年代		民间写作：诗坛出现强调叙述的客观化并注重语言口语化的诗人，代表人物有伊沙徐江侯马等
- 1990年代		第三条道路写作：莫非树才谯达摩等提出在知识分子写作和民间写作之外的写作概念
- 1990年代		中间代：诗坛出现一批60年代出生的没有参加第三代诗歌运动和早期网络诗歌运动的独立写作诗人
- 1990年代代表诗人（上）诗阳 李元胜 马永波 臧棣 树才 伊沙 余怒 叶匡政 戈麦 蓝蓝 桑克 西渡 杨键 徐江 安琪
- 1990年代代表诗人（下）孙磊 木朵 康城 朵渔 胡续冬 巫昂 范想 廖伟棠 沈浩波 吕叶 马兰 庞培 宋非 杨小滨 章平
  - 诗阳，1963-，原名吴阳，中国首位网络诗人，《橄榄树》创刊人：《远郊》《人类的宣言》…
  - 李元胜，1963-，《界限》创刊人：《玻璃箱子》《1997年诗选》 《1998年诗选》…
  - 马永波，1964-，当代诗人：《以两种速度播放的夏天》…
  - 臧棣，1964-，曾获《作家》2000年度诗歌奖；《燕园纪事》《风吹草动》《新鲜的荆棘》…
  - 树才，1965-，当代诗人：《单独者》《树才短诗选》…
  - 伊沙，1966-，原名吴文健，中国后现代主义诗歌诗人：《饿死诗人》《野种之歌》…
  - 余怒，1966-，当代诗人：《守夜人》《余怒诗选》…
  - 叶匡政，1969-，当代诗人，文化评论家：《城市书》《小说馆》…
  - 戈麦，1967-1991，原名褚福军，1989年毕业于北京大学中文系：《慧星--戈麦诗集》《戈麦诗选》…
  - 蓝蓝，1967-，原名胡兰兰，当代女诗人：《含笑终生》《情歌》《内心生活》…
  - 桑克，1967-，1985年考入北京师范大学中文系：《午夜的雪》《无法标题》《泪水》…
  - 西渡，1967-，当代诗人，1985年考入北大：《雪景中的柏拉图》…
  - 杨键，1967-，当代诗人：《在黄昏》《悲伤》《骰子的八面》…
  - 徐江，1967-，1989年毕业于北京师范大学：诗集《我斜视》《哀歌*金别针》…
  - 安琪，1969-，原名黄江嫔，1988年7月毕业于漳州师院中文系：《1998中国最佳诗歌》…
  - 孙磊，1971-，曾参与编辑《久唱》《诗歌》《诗镜》等民刊：《诗歌》《述说》《声音》…
  - 木朵，1972-，当代诗人：《斜坡上的斜晖》《镶铜边的小鼓》《一夜成名》…
  - 康城，1972-，原名郑炳文，当代诗人：《漳州7人诗选》《康城的速度》…
  - 朵渔，1973-，原名高照亮，主编《诗歌现场》：《暗街》《史间道》…
  - 胡续冬，1974-2021，70年代出生诗人的代表性人物：《水边书》《槐花》《蔚秀园》…
  - 巫昂，1974-，原名陈宇红，1996年毕业于上海复旦中文系：《九十九只飞鸟和鱼》《最后一朵》…
  - 范想，1975－，原名范倍，《终点》文学网站和民刊主编：《车过仙鱼桥》《献诗》…
  - 廖伟棠，1975-，当代诗人，香港作家：《永夜》《随着鱼们下沈》…
  - 沈浩波，1976-，1996年开始诗歌创作：《一把好乳》…
  - 吕叶，湖南诗人，主持《锋刃》网络诗刊：《是谁在中间走着》《如此纯净的夜》…
  - 马兰，当代女诗人，橄榄树网站创立人之一：《一代人》《献词》《荷花少女》…
  - 庞培，当代诗人，散文家：《夜歌》《风中的味道》《蔷薇》…
  - 宋非，当代诗人，曾参加早期后朦胧诗运动：《林中路》《虚构图案》《轮回》…
  - 杨小滨，当代诗人，评论家，耶鲁大学文学博士：《穿越阳光地带》《景色与情节》…
  - 章平，当代诗人：《远不可及的事物》《三座房子放在三个位置》…

## 21世纪初
- 2000年2月		《诗生活》：诗生活汉语诗歌网站成立，创办人有莱耳桑克等
- 2000年3月		《诗江湖》：诗江湖网站成立，创办人为南人等
- 2000年		《诗选刊》：《诗选刊》杂志创刊，前身是创刊于1985年的《诗神》月刊
- 2001年4月		《或者》诗刊：《或者》诗刊电子刊物创刊，创办人为小引朵朵等
- 2001年5月		《诗歌报》：诗歌报网站成立，创办人为于怀玉等
- 2000年7月		下半身写作：沈浩波等创办《下半身》诗刊，从此下半身写作成为诗歌流派，并不断引起争议
- 2001年底		荒诞主义：祁国飞沙远村牧野张小云等成立荒诞主义诗歌实验小组，荒诞主义诗派诞生
- 2001年底		灵性诗歌：北京《诗刊》和蓝色老虎诗歌沙龙等提出以灵性为诗歌理论核心诗歌的理论
- 2002年		新江西诗派：以谭五昌滕云主编《新江西诗派》等新江西诗人出版刊物为主，形成了新江西诗派
- 2002年9月		诗先锋：陈肖海梦等成立诗先锋网站
- 2002年9月		《第三条道路》：林童谯达摩创立《第三条道路》诗报
- 2003年3月		垃圾派：皮旦（老头子）等创立垃圾派，出版有《北京评论》网刊
- 2003年5月		新诗代：新诗代综合中文诗歌网站成立，主编是海啸
- 2003年9月             简文派：一篇名为《论网络文学发展的快餐文化下，现代诗歌当前现状如何？》的文章标志着简文派形成了大概轮廓。
- 2003年11月		丑石诗歌网：福建谢宜兴刘伟雄创办丑石诗歌网，“丑石”从此走向网络
- 2003年		80后：出生于80年代的诗人在诗坛出现，2003年《诗选刊》及《海峡》等正式推出80后诗人专号专刊
- 2010年		泰戈尔体诗歌：中国诗坛出现了一个新的现代诗体，被文学界称为“泰戈尔体诗歌”，其诞生的标志是中国诗人欧发伟创作的《红楼遗梦》（“Red Mansions”）。

## 相关连接
- 中国诗歌库 https://web.archive.org/web/20181121142452/http://www.shigeku.com/
- 中国诗歌史（页面存档备份，存于） http://poetrycn.com（页面存档备份，存于）